# Abel-Louis de Sainte-Marthe
Abel-Louis de Sainte-Marthe, né le 12 août 1621 à Paris et mort le 7 avril 1697 à Saint-Paul-aux-Bois, en Picardie, est un religieux français, prêtre de l'Oratoire de Jésus.

## Biographie
Fils de Scévole II de Sainte-Marthe et d'Élisabeth du Moulin, petit-fils de Scévole de Sainte-Marthe, il fut d'abord avocat (1641), puis entra chez les Oratoriens de Jésus, dont il devint général de l'ordre en 1669.
Suspecté de jansénisme, il fut censuré par l'archevêque de Paris, Mgr Harlay de Champvallon, et forcé de se démettre. 
Il recueillit de riches matériaux pour la Gallia Christiana, et pour un recueil plus vaste encore, l’Orbis christianus.